# Adam Szczęsny
Adam Wojciech Szczęsny (ur. 23 kwietnia 1943 w Zakrzewie, zm. 16 czerwca 2010) – polski polityk, chemik, poseł na Sejm II kadencji.

## Życiorys
Ukończył studia na Wydziale Chemii (1966) oraz na Wydziale Organizacji i Zarządzania (1982) Uniwersytetu Mikołaja Kopernika w Toruniu. Uzyskał stopień naukowy doktora nauk chemicznych. Został kierownikiem Pracowni Podstaw Chemii UMK, pracował na tej uczelni do 1993.
Był prezesem uczelnianego komitetu Zjednoczonego Stronnictwa Ludowego na UMK. W III RP był działaczem Polskiego Stronnictwa Ludowego. Z jego listy w wyborach w 1993 uzyskał mandat posła na Sejm II kadencji w okręgu toruńskim. Zasiadał w Komisji Edukacji, Nauki i Postępu Technicznego, Komisji Spraw Zagranicznych, Komisji Nadzwyczajnej do Rozpatrzenia Projektów Ustaw Konstytucyjnych o Zmianie Ustawy Konstytucyjnej o Trybie Przygotowania i Uchwalenia Konstytucji Rzeczypospolitej Polskiej oraz w Komisji Konstytucyjnej Zgromadzenia Narodowego. Był także członkiem pięciu podkomisji. W 1997 nie uzyskał reelekcji. Kierował zarządem wojewódzkim PSL.
Od 1999 do 2009 zasiadał w zarządzie spółki z ograniczoną odpowiedzialnością.
W 2000 odznaczony Krzyżem Kawalerskim Orderu Odrodzenia Polski.
Pochowany na cmentarzu parafialnym przy ulicy Poznańskiej w Toruniu.